# تپه چیانه
تپه چیانه در شهرستان پیرانشهر، بخش مرکزی، روستای چیانه واقع شده و این اثر در تاریخ ۱۷ اسفند ۱۳۸۱ با شمارهٔ ثبت ۷۵۲۵ به‌عنوان یکی از آثار ملی ایران به ثبت رسیده است.